# Lucienne Desnoues
Lucienne Desnoues, pseudonyme de Lucienne Mogin, née Dietsch, née à Saint-Gratien (Seine-et-Oise) le 16 mars 1921 et morte le 2 août 2004 à Manosque (Alpes-de-Haute-Provence), est une poétesse française.

## Biographie
Petite-nièce du forgeron Desnoues qu’Alain-Fournier évoque dans Le Grand Meaulnes, elle travaille comme secrétaire d’un avocat à Paris et commence à écrire. Elle est découverte par Charles Vildrac qui l'encourage et la fait rencontrer de nombreux artistes parmi lesquels Colette et Lucien Jacques qu'elle vient voir à Montjustin. Son premier recueil paraît en 1947, année où elle épouse (coup de foudre) le poète et dramaturge belge Jean Mogin (fils de Norge) qui l’amène à vivre à Bruxelles. Ils passent leurs vacances en famille à Montjustin. Hélène Martin met en musique de nombreux poèmes et lui consacre une émission télévisée de Plain Chant. En 1983 le couple, qui a eu deux filles, Isabelle et Sylvie, s’installe définitivement à Montjustin. Jean meurt subitement en 1986, mais Lucienne, traumatisée, réussira à reprendre la plume, au grand plaisir de ses nombreux amis amateurs de poésie.

## Style
Elle rédige en vers réguliers et rimés, ciselés, mélodiques, jouant avec les mots et utilisant des figures de style raffinées comme les holorimes

« Ah ! ce qu'on sert de faux ré

À ce concert de Fauré »

et les allitérations

« Notre bourgade a vu se bagarrer

Les bigarreaux avec les bigarades.

Ah ! mes amis, quelle vive algarade. »

Elle chante avec simplicité, mais habileté et puissance, la nature et la vie ; les aliments lui sont aussi une source d’inspiration.
Que mettrons-nous sur la table

Pour le tout premier festin ?

Le bolet farci, le râble

Et la fraise au Chambertin ?

Non, l’olive nue et pure

Et nus et crus les oignons,

Le fromage sans parure,

L’eau de source et le quignon.

## Hommages
Lucienne Desnoues a reçu le prix Renée-Vivien de la Société des gens de lettres, en 1952. Elle a partagé avec son époux, en 1965, le prix Engelmann de Poésie et participé à la vie littéraire belge et française jusqu’à sa mort. Sa poésie a été reconnue et encouragée par la romancière Colette, les poètes Léon-Paul Fargue et Charles Vildrac.
Exposition hommage à Lucienne Desnoues. Médiathèque de Gréoux-les-Bains

## Œuvres poétiques
- Jardin Délivré, Raisons d’être, Paris, 1947. Préface de Charles Vildrac.
- Les Racines, Raisons d’être, Paris, 1952.
- La Fraîche, Gallimard, Paris, 1958.
- Les Ors, Seghers, Paris, 1966. Préface de Marcel Thiry.
- La Plume d’oie, Jacques Antoine, Bruxelles, 1971.
- Le Compotier, Vie Ouvrière, Paris-Bruxelles, 1982.
- Quatrains pour crier avec les hiboux, Gérard Oberlé, 1984.
- Dans l’éclair d’une truite, Gérard Oberlé, 1990.
- Fantaisies autour du trèfle, Les Cahiers de Garlaban, 1992.
- Anthologie personnelle, Actes sud, 1998.
- Les Fables d’Étalon Naïf, 2022.

## Œuvres en prose
- L’Œuf de plâtre, récit pour enfants, Desclée-De Brouwer, Paris, 1964.
- Toute la pomme de terre, Mercure de France, 1978.
- L’Orgue sauvage et autres contes de Noël, Jacques Antoine (éditeur), Bruxelles, 1980.

## Discographie
- Mes amis, mes amours, poèmes de Les Ors, mis en musique et chantés par Hélène Martin. Disques du Cavalier.
- L’orgue sauvage et autres contes de Noël, dits par Éveline Legrand. Disques Pavane, Bruxelles.
- La cerise de Montmorency, poèmes mis en musique et chantés par Isaïe et Jeanine Dishenaus. Disques Pavane, Bruxelles.

## Hélène Martin chante Lucienne Desnoues
Dans sa chanson Liberté femme, Hélène Martin chante :

« Item à Lucienne Desnoues

Et je me souviens du jour où

L'ami Lucien

Nous présenta et ce fut bien

Le plus fameux etceterra

De l'amitié sans errata. »

Hélène Martin a repris de nombreux poèmes de Lucienne Desnoues :
- 11 titres dans son album Mes amis, mes amours publié en 1968
- 16 titres dans la collection  Poètes & Chansons

1. Le bol de café
2. L’enclos
3. Les Cigales
4. Les signes avant-coureurs
5. Mes amis, mes amours
6. Notre-Dame de Salagon
7. Les solennités
8. Les espèces
9. Les amants
10. Au relais de l’orée
11. Fêtes fixes, fêtes mobiles
12. Les époux
13. Marrons
14. A force d’insister
15. Matines
16. Les violettes